# فرودگاه شهری لرل
فرودگاه شهری لرل (به انگلیسی: Laurel Municipal Airport) یک فرودگاه همگانی است که یک باند فرود آسفالت دارد و طول باند آن ۱۵۸۴٫۹ متر است. این فرودگاه در کشور ایالات متحده آمریکا قرار دارد و در ارتفاع ۱۰۷۱٫۹ متری از سطح دریا واقع شده است.